# 0204色情電話
0204色情電話是台灣一種色情電話服務，0204起頭的電話號碼是指智慧型網路付費語音服務，在台灣屬於「第二類電信事業」下的業務之一，使用者可以利用該服務與業者進行語音互動，如益智節目，購物等；而情色業者利用該服務和使用者進行聊天互動，並收取高額費用，自此「0204」就成了色情電話的代名詞。

## 服務操作
電話分成「故事錄音」和「真人聊天」兩種階段，「真人聊天」的內容聲音甜美的接線員大聊18禁話題。不過，女星海裕芬曾於電視節目中表示，甜美的聲音背後，有人可以邊吃薯條邊講電話，有極大的反差。另外，海亦表示這行業當時能夠帶來很高收入。
踏入2000年代，隨著政府打壓掃蕩，加上媒體不斷宣導，交通部電信總局也規定0204開頭電話最多通話10分鐘要斷線，部份情色電話業者改用094X開頭的10碼電話另起爐灶。

## 文化影響
台灣類戲劇《玫瑰瞳鈴眼》第71集〈殘花舞春風〉亦以0204專線為題材。
台灣歌手張震嶽以此為題材創作了華語流行歌曲〈0204〉，收錄在2000年的專輯《有問題》。

## 衍生社會問題
由於費用高昂，每分鐘要價可以高達50新台币，因此有時會傳出青少年偷打電話，害當事父母需要花大筆電話費的案例。

## 資料來源
1. 1 2 3  .   [2020-09-30]. （原始内容存档于2019-12-09）.
2. ↑  .   [2020-09-30]. （原始内容存档于2018-05-22）.
3. ↑  .   [2020-09-30]. （原始内容存档于2020-02-29）.
4. ↑  .   [2025-08-09] （中文（臺灣））.
5. ↑  .   [2020-09-30]. （原始内容存档于2019-07-30）.